# Summit Entertainment
Summit Entertainment, LLC (wcześniej Summit Entertainment LP) – amerykańskie przedsiębiorstwo zajmujące się produkcją i dystrybucją filmów, utworzone w 1991 roku przez Bernda Eichingera, Arnona Milchana i Andrew Vajnę, należące do Lionsgate Entertainment. Ma swoją siedzibę w Santa Monica, dawniej miało siedzibę w Universal City.
Obecnie jest jednym z tak zwanych średnich przedsiębiorstw filmowych w USA obok DreamWorks, Touchstone Pictures czy New Line Cinema, jednak jako jedyna działa niezależnie względem amerykańskich gigantów medialnych, należąc do brytyjskiej E1 Entertainment. Spółka posiada dwie siedziby – w Los Angeles i w Londynie.
Od 2005 roku firma regularnie odnosi coraz większe sukcesy na rynku kinowym nie tylko w USA, ale również na całym świecie.

## Historia
Oryginalnie Summit została założona w 1991 roku. Dopiero w 1999 roku studio zostało oficjalnie zainaugurowane przez Patricka Wachsbergera, Boba Haywarda i Davida Garretta w Universal City w hrabstwie Los Angeles jako organizacja zajmująca się produkcją i dystrybucją filmową przybierając nazwę Summit Entertainment LP.
W 2006 roku stało się w pełni niezależnym studiem filmowym, do którego dołączył się Rob Friedman, były dyrektor Paramount Pictures. Nowa firma rozwinęła produkcję, zakupy sprzętu i dystrybucję oraz oferty finansowania prowadzone przez Merrilla Lyncha, jednej z filii Bank of America i innych inwestorów, zapewniając jej dostęp do ponad 1 mld USD w finansowaniu własnych produkcji filmowych.
13 stycznia 2012 roku Lionsgate przejęło Summit Entertainment za 412,5 mln dolarów.

## Produkcja filmowa
Największe kinowe produkcje wytwórni to m.in.:
- Las Vegas Parano (1998)
- American Pie (1999)
- Memento (2000)
- Pan i pani Smith (2005)
- Step Up: Taniec zmysłów (2006)
- Penelope (2006)
- Poziom −2 (2007)
- Po prostu walcz! (2008)
- The Hurt Locker. W pułapce wojny (2008)
- Zmierzch (2008)
- Zapowiedź (2009)
- Next Day Air (2009)
- Astro Boy (2009)
- Saga „Zmierzch”: Księżyc w nowiu (2009)
- Twój na zawsze (2010)
- Autor widmo (2010)
- Saga „Zmierzch”: Zaćmienie (2010)
- Trzej muszkieterowie (2011)
- Saga „Zmierzch”: Przed świtem – część 1 (2011)
- Saga „Zmierzch”: Przed świtem – część 2 (2012)
- Zaginiona (2012)
- John Wick (2014)
- Bogowie Egiptu (2016)
- La La Land (2016)
- John Wick 2 (2017)
- John Wick 3 (2019)

### Saga „Zmierzch”
Najpopularniejszą serią filmową studia jest Saga „Zmierzch” nakręcona na podstawie powieści Stephenie Meyer. Pierwsza produkcja serii, Zmierzch, stała się jednym z najbardziej dochodowych filmów 2008 roku zdobywając około 409 milionów dolarów dochodu na świecie. Natomiast drugi film, Saga „Zmierzch”: Księżyc w nowiu, zarobił prawie 710 milionów dolarów, dając mu 38. miejsce na prestiżowej liście najbardziej kasowych filmów wszech czasów (obecnie na 44 miejscu). 30 czerwca 2010 roku do kin trafiła trzecia część sagi pod tytułem Saga „Zmierzch”: Zaćmienie, która zgarnęła blisko 700 milionów dolarów. Cała seria stała się jedną z najbardziej dochodowych w historii filmu i obecnie zajmuje 15 pozycję.